# 舍氏尖棘鲷
尖棘鲷（学名：Howella sherborni）为天竺鲷科尖棘鲷属的鱼类。分布于太平洋、印度洋及大西洋，包括东海等海域。该物种的模式产地在非洲西南部。